# Elings församling
Elings församling var en församling i Skara stift och i Vara kommun. Församlingen uppgick 2002 i Vedums församling. 

## Administrativ historik
Församlingen har medeltida ursprung.
Församlingen var till 1818 annexförsamling i pastoratet Västerbitterna, Vedum, Eling och Österbitterna för att därefter till 1962 vara annexförsamling i pastoratet Bitterna, (Laske-)Vedum och Eling. Från 1962 till 2002 var den  annexförsamling i pastoratet Bitterna, Laske-Vedum, Eling och Södra Lundby. Församlingen uppgick 2002 i Vedums församling.

## Kyrkor
- Elings kyrka